# Veletržní pohár 1960/1961
Sezóna 1960/61 Veletržního poháru byla 3. ročníkem tohoto poháru. Mohl se účastnit jenom jeden klub z každého města, takže bylo běžné, že více týmů z jednoho města do turnaje vyslalo společnou reprezentaci města. Vítězem se stal tým AS Řím.

## První kolo
| Domácí v 1. zápase          | Celkem  | Hosté v 1. zápase  | 1. zápas | 2. zápas |
| --------------------------- | ------- | ------------------ | -------- | -------- |
| FC Internazionale Milano    | 14–3    | Hannover           | 8–2      | 6–1      |
| Lipsko XI                   | 6–61    | OFK Bělehrad       | 5–2      | 1–4      |
| KB                          | 11–4    | Basilej XI         | 8–1      | 3–3      |
| Birmingham City FC          | 5–3     | Újpesti Dózsa      | 3–2      | 2–1      |
| Záhřeb XI                   | 4–5     | FC Barcelona       | 1–1      | 3–4      |
| Hibernian FC                | (kont.) | FC Lausanne-Sport  | –        | –        |
| Olympique Lyon              | 3–4     | Kolín nad Rýnem XI | 1–3      | 2–1      |
| Royale Union Saint-Gilloise | 1–4     | AS Řím             | 0–0      | 1–4      |

1 Bělehrad XI postoupil do další fáze díky výhře 2:0 v rozhodujícím zápase na neutrální půdě.

## Čtvrtfinále
| Domácí v 1. zápase       | Celkem | Hosté v 1. zápase  | 1. zápas | 2. zápas |
| ------------------------ | ------ | ------------------ | -------- | -------- |
| FC Internazionale Milano | 5–1    | OFK Bělehrad       | 5–0      | 0–1      |
| KB                       | 4–9    | Birmingham City FC | 4–4      | 0–5      |
| Barcelona                | 6–7    | Hibernian FC       | 4–4      | 2–3      |
| Kolín nad Rýnem XI       | 2–21   | AS Řím             | 0–2      | 2–0      |

1 Řím postoupil do semifinále díky výhře 4:1 v rozhodujícím zápase na neutrální půdě.

## Semifinále
| Domácí v 1. zápase       | Celkem | Hosté v 1. zápase  | 1. zápas | 2. zápas |
| ------------------------ | ------ | ------------------ | -------- | -------- |
| FC Internazionale Milano | 2–4    | Birmingham City FC | 1–2      | 1–2      |
| Hibernian FC             | 5–51   | AS Řím             | 2–2      | 3–3      |

1 Řím postoupil do finále díky výhře v rozhodujícím zápase na neutrální půdě 6:0.

## Finále
| 27. září 1961                       |       |                                   |                                                                         |
| Birmingham City FC                  | 2 – 2 | AS Řím                            | St Andrew's, Birmingham diváci: 21 005 rozhodčí: Bob Davidson (Skotsko) |
| Mike Hellawell 78' Bryan Orritt 85' |       | Pedro Waldemar Manfredini 30' 56' | St Andrew's, Birmingham diváci: 21 005 rozhodčí: Bob Davidson (Skotsko) |

| 11 October 1961                          |       |                    |                                                                         |
| AS Řím                                   | 2 – 0 | Birmingham City FC | Stadio Olimpico, Řím diváci: 60 000 rozhodčí: Pierre Schwinte (Francie) |
| Brian Farmer 56' (vl.) Paolo Pestrin 90' |       |                    | Stadio Olimpico, Řím diváci: 60 000 rozhodčí: Pierre Schwinte (Francie) |

Řím zvítězil celkovým skóre 4:2.

## Vítěz
| Veletržní pohár 1960/61 AS Řím |